# Pavol Frešo
Pavol Frešo (* 21. dubna 1969, Bratislava, Československo) je slovenský politik, předseda strany SDKÚ-DS. V letech 2009–2012 zastával post župana (hejtman) Bratislavského kraje a v letech 2006–2010 a opět od roku 2012 je poslancem Národní rady SR.

## Život
Vystudoval Elektrotechnickou fakultu Slovenské technické univerzity v Bratislavě, kde získal titul inženýra a Fakultu podnikového managementu Ekonomické univerzity v Bratislavě, kde obdržel titul bakaláře.
V letech 1993–2006 byl ředitel soukromé společnosti se zaměřením na tvorbu informačních systémů.
Je ženatý a má tři děti.

## Politika
V roce 1993 byl členem Konzervativní demokratické strany (KDS).
Do roku 2006 působil v Demokratické straně, kde byl od roku 2003 předseda revizní a kontrolní komise. Od roku 2005 zastával funkci místopředsedy strany pro vnitřní politiku.

### SDKÚ-DS
Po sloučení DS s SDKÚ v roce 2006 se stal členem prezidia nově vzniklé strany SDKÚ-DS (Slovenská demokratická a kresťanská únia – Demokratická strana). Od roku 2008 je předsedou místního sdružení SDKÚ-DS na bratislavském Starém Městě.
Po parlamentních volbách v roce 2006 byl zvolen poslancem NR SR. Stal se členem výboru NR SR pro zemědělství, životní prostředí a ochranu přírody a zvláštního kontrolního výboru NR SR pro kontrolu činnosti NBÚ jako ověřovatel. Poslancem se opět stal v předčasných volbách v roce 2012.
V únoru 2007 byl jako spoluautor předkladatelem návrhu ústavního zákona o starobním důchodovém spoření.
V druhém kole krajských voleb byl 28. listopadu 2009 zvolen do funkce župana (hejtman) Bratislavského kraje za koalici stran SDKÚ-DS, KDH, SMK-MKP, OKS, s podporou SaS.
19. května 2012 byl na kongresu strany zvolen předsedou SDKÚ-DS, když v druhém kole porazil protikandidátku, bývalou ministryni spravedlnosti Lucii Žitňanskou.